# Macromitrium tosae
Macromitrium tosae är en bladmossart som beskrevs av Bescherelle 1898. Macromitrium tosae ingår i släktet Macromitrium och familjen Orthotrichaceae. Inga underarter finns listade i Catalogue of Life.